# Lisa Vittozzi
Lisa Vittozzi (Pieve di Cadore, 1995. február 4. –) olasz biatlonversenyző. A 2015-ös biatlon-világbajnokságon bronzérmet szerzett 4 × 6 km-en. A 2018. évi téli olimpiai játékokon szintén bronzérmet szerzett a mixváltó tagjaként.